# Everett (Massachusetts)
Everett – miasto w Stanach Zjednoczonych, w stanie Massachusetts, w hrabstwie Middlesex.